# MC Poze do Rodo
Marlon Brendon Coelho Couto da Silva (Rio de Janeiro, 5 de fevereiro) mais conhecido pelo nome artístico MC Poze do Rodo, é um cantor e compositor brasileiro.

## Biografia
Marlon Brendon Coelho Couto da Silva nasceu na Favela do Rodo, em Santa Cruz, Zona Oeste do Rio de Janeiro, tendo sido batizado em homenagem ao ator norte-americano Marlon Brando. Se envolveu com a criminalidade ainda na adolescência e foi preso por tráfico e associação criminosa ao tráfico de drogas. Em setembro de 2019, o MC foi preso por apologia ao crime, corrupção de menores e tráfico de drogas durante um show em Sorriso, Mato Grosso. Após alguns dias detido, o funkeiro viu a vida começar a mudar depois que uma de suas músicas, Os Coringas do Flamengo, alcançou cerca de 8 milhões de visualizações no YouTube e se tornou tema das festas de comemoração da equipe carioca pelas conquistas da Libertadores da América e do Campeonato Brasileiro daquela temporada. Com o sucesso, Poze foi abraçado pela torcida e também pelos jogadores.

## Carreira

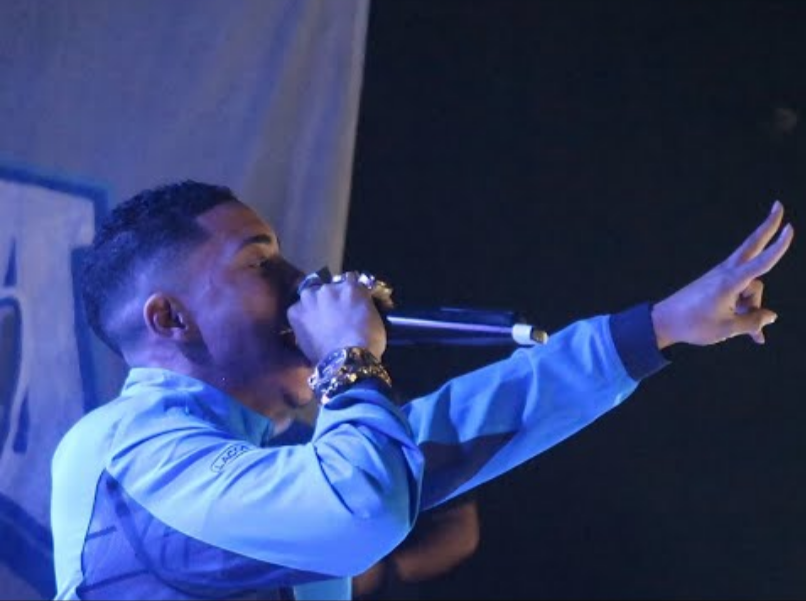
MC Poze durante show em 2022.

MC Poze faturava mais de R$ 200 mil por mês em cachê, em meados de 2021. Em 2022, lançou O Sábio, seu primeiro extended play. Atualmente, possui seis singles lançados entre 2019 e 2021.
Ele ficou conhecido com o hit Tô Voando Alto, lançado em 2019, que esteve semanas nas paradas musicais do Brasil. Desde então, ele fez uma turnê pela Europa e se apresentou em cinco shows em Portugal, Inglaterra e Espanha, além de uma apresentação na Bélgica.
Seu alcance internacional se expandiu significativamente em 2023, quando estreou uma série de shows no exterior. Em novembro de 2023, MC Poze se apresentou em lugares como Pompano Beach, na Flórida, e em Newark, em Nova Jersey.

### Estilo musical
MC Poze é conhecido pelas letras polêmicas, características do subtipo conhecido como "funk proibidão". O envolvimento em processos relacionados a sua participação com organizações ligadas ao tráfico de drogas é situação presente na história de vida do cantor. Frequentemente, o fato de suas letras conterem aparente exaltações ao modus operandi de facções criminosas é apontado como problemático. A réplica por parte do artista geralmente orbita na questão do mesmo se colocar apenas como um veículo que retrata a realidade das comunidades carentes do Rio de Janeiro por meio da música.

## Controvérsias

### Música "Talvez" e polêmica com MC Paiva
Em novembro de 2022, MC Poze lançou seu primeiro álbum chamado O Sábio. Na música Talvez, Poze faz menção à Chacina do Jacarezinho, em que 28 pessoas foram mortas em uma operação policial feita perto do Dia das Mães, em 2021. Na mesma música, Poze decidiu colocar um policial chamado "Paiva" no clipe.
A escolha do nome do personagem rendeu uma polêmica do cantor com o MC Paiva, que postou uma sequência de stories em seu Instagram, acusando o artista de ter o alfinetado. Além de explicar a história do incômodo, o paulista chamou Poze de "vagabundo", e o ameaçou, chamou-o para se encontrarem e discutirem o acontecimento. No meio de diversos xingamentos, Paiva ainda declarou que pode circular tranquilamente pelo Rio de Janeiro por ser bem visto e insinuou que Poze não poderia fazer a mesma coisa em São Paulo. Ele também revelou que tentou entrar em contato com o músico antes, sobre o incômodo, mas não obteve resposta.

### Tráfico de drogas e ostentação
Em depoimento à polícia, MC Poze confirmou que foi traficante de drogas entre os anos de 2015 e 2016, na favela do Rodo. Ele teria exercido a função de "vapor" no tráfico de drogas, cuja função é vender drogas diretamente aos usuários, mas afirmou aos policiais que abandonou o tráfico quando a milícia invadiu a localidade.
Na internet, circulam fotos e vídeos em que MC Poze aparece ostentando armas como fuzis, pistolas e até uma granada. Porém, o cantor alega que as imagens são referentes à época em que ainda era traficante.

### Operação Rifa Limpa
Em 1 de novembro de 2024, uma operação da Polícia Civil do Rio de Janeiro, que investiga sorteios ilegais, apreendeu uma série de bens do cantor MC Poze, incluindo joias e veículos de luxo, na casa dele. A mulher do cantor, Viviane Noronha, e outros influenciadores são alvo da Operação Rifa Limpa.
Em 12 de novembro, um perito da Polícia Civil do Rio de Janeiro, que avaliou uma das joias apreendidas na casa do MC Poze do Rodo, durante operação contra rifas ilegais, disse que um cordão, formado por ouro, cobre, prata e pedra preciosa zircônia, vale cerca de 650 mil reais.
Em abril de 2025, a justiça decidiu pela liberação de seus veículos e joias. Segundo a justiça, não houve comprovação da relação dos itens apreendidos com os supostos delitos apontados pela polícia.

### Prisão
Em 29 de maio de 2025, Poze foi detido por agentes da Delegacia de Repressão aos Entorpecentes (DRE) em sua mansão em um condomínio de luxo no Recreio dos Bandeirantes. O artista é investigado por apologia ao crime e envolvimento com o tráfico de drogas. A delegacia também afirmou que o Comando Vermelho se utiliza estrategicamente dos shows do cantor, realizados em áreas de domínio da facção, para aumentar a arrecadação com a venda de entorpecentes. A investigação começou após a circulação de vídeos de um baile na Cidade de Deus, que contou com a presença de Poze e que mostram traficantes fortemente armados.
Em 2 de junho de 2025, a Justiça concedeu habeas corpus para o cantor e revogou a prisão temporária do MC. O desembargador Peterson Barroso, da Segunda Câmara Criminal, determinou a soltura e o cumprimento de medidas cautelares pelo artista. Na decisão, Simões criticou a maneira que a Polícia Civil do Rio de Janeiro executou a prisão do músico. "O alvo da prisão não deve ser o mais fraco – o paciente, e sim os comandantes de facção temerosa, abusada e violenta, que corrompe, mata, rouba, pratica o tráfico, além de outros tipos penais em prejuízo das pessoas e da sociedade", escreveu o desembargador.
Já solto, Poze deverá: (1) comparecer mensalmente, em juízo, até o dia dez de cada mês para informar e justificar suas atividades; (2) não se ausentar da Comarca enquanto perdurar a análise do mérito do habeas corpus; (3) permanecer à disposição da justiça, informando telefone para contato imediato, caso seja necessário; (4) está proibido de mudar-se de endereço sem comunicar ao Juízo; (5) está proibido de comunicar-se com pessoas investigadas pelos fatos envolvidos no inquérito, testemunhas, bem como pessoas ligadas à facção criminosa Comando Vermelho; deverá entregar o passaporte à Secretaria do Juízo originário.
Seus pertences pessoais, como joias e carros, assim como os celulares e tablets, foram novamente apreendidos pela polícia com sua prisão. Após ser solto, o artista teve seus pertences liberados, tendo postado um vídeo com eles, embora tenha mencionado que os celulares e tablets não foram devolvidos.
Em julho do mesmo ano, o Ministério Público do Estado do Rio de Janeiro denunciou Poze e outras nove pessoas por tortura e extorsão mediante sequestro. De acordo com as investigações da Polícia e com o MP, Poze e seus amigos atuaram de forma coordenada, com uso de violência física, para obrigar o empresário Renato Medeiros a confessar que teria roubado uma joia do cantor. As investigações apontam que Renato teria sido espancado com chutes, socos e com uso de uma arma artesanal feita com madeira e pregos. Além disso, o ex-empresário do MC teria sido queimado com cigarros acesos.

## Vida pessoal
Atualmente, MC Poze vive em uma mansão localizada no Recreio dos Bandeirantes, na Zona Oeste do Rio de Janeiro. Poze é pai de 5 filhos: Júlia (nascida em 18 de maio de 2019), Miguel (nascido em 2 de dezembro de 2020), Laura (nascida em 11 de dezembro de 2022), Jade (nascida em 6 de setembro de 2023) e Manuela (nascida em 7 de novembro de 2023). Em janeiro de 2024, o cantor afirmou que seu 6º filho faleceu ainda na barriga da mãe, que não teve a identidade revelada. O MC teve um relacionamento com a influencer Viviane Noronha até 2021, com quem teve três filhos.

## Discografia

### Álbuns de estúdio
- O Sábio (2022)[15]

### Singles
- "Me Sinto Abençoado" (feat. Filipe Ret): 2021
- "A Cara do Crime (Nós Incomoda)": 2021
- "Vida Louca" (2021)
- "Vida de Chefe" (2019)
- "Tá Fluindo" (2019)
- "Tô Voando Alto" (2019)

## Prêmios e indicações
| Ano  | Prêmio                | Categoria      | Indicação                                               | Resultado | Ref.   |
| ---- | --------------------- | -------------- | ------------------------------------------------------- | --------- | ------ |
| 2022 | MTV Millennial Awards | Feat. Nacional | "Me Sinto Abençoado" – MC Poze do Rodo (ft. Filipe Ret) | Indicado  | [ 45 ] |
| 2022 | MTV Millennial Awards | Trap na Cena   | MC Poze do Rodo                                         | Indicado  | [ 45 ] |